# Linia
Linia（リニア）は日本の音楽プロデューサー、ソングライター、編曲家、ギタリスト、ベーシスト、DJ、マニピュレーターである。

## 人物
2008年、学生時代に結成したロックバンド『PIECE4LINE』のギターボーカルとして日本コロムビアよりメジャーデビューした。2011年、作家活動を開始し、バンドでの経験とDTMを融合させた有機的な宅録サウンドを確立させる。
現在はプロデュースの他にDJ、マニピュレーターやギターサポートなども行っている。VOCALOIDも使用しており、テレビ東京『ハックツベリー』内でコーナーを担当した事もある。
使用しているDAWはプリソーナス社製、Studio One。リットーミュージック『サウンド&レコーディング・マガジン』内でStudio One紹介のコーナーを担当している。楽曲提供の他に浦島坂田船のライブDJなども担当している。
・作編曲を担当したノースリーブスのシングル『ペディキュアday』は2012年1月4日付のオリコン週間CDシングルランキングで初登場2位を獲得した。
・作曲を担当したHKT48のシングル『12秒』は2015年5月4日付のオリコン週間CDシングルランキングで初登場1位を獲得した。初動売上は約27万8000枚を記録しプラチナディスクを獲得している。また、同年の有線大賞にて「視聴者リクエスト賞」を受賞した。

## 主な楽曲提供
AKB48
- 悲しき近距離恋愛（作曲）
- “好き”のたね（作曲）

HKT48
- 12秒（作曲）

欅坂46
- AM1:27（作曲・編曲）

ノースリーブス
- ペディキュアday（作曲・編曲）

みずたまきの
- レインボー（作曲・編曲）※織田信奈の野望ED

MAAKIII
- DASH!脱出!奪取!（作曲・編曲）
- いーじゃんっ!（作曲・編曲）

## 主な参加作品
ナオト・インティライミ
- Ready Set Go（A.Guitar/E.Guitar）

相川七瀬
- 僕たちのEndless Dream（Bass/programing）
- 運命の1秒（programing）

出口陽
- 1stアルバム『Daybreak』収録曲
  - Voice（Bass）
  - Brand New Day（Bass）
  - 暁月夜（Bass）
  - テノヒラ（A.Guitar/programing）

buzzG
- アルバム『Ghost Trail Reveries』全曲（A.Guitar/E.Guitar）

## テレビ出演
- テレビ東京「ハックツベリー」（ハックツ ボーカロイドアイドルプロジェクト、ゲスト出演）[2]
- MAAKIIIギターサポート
  - NHK総合テレビジョン「MUSIC JAPAN」
  - 日本テレビ「ミュージックドラゴン」
  - 関西テレビ「ミュージャック」